# Oecetis hemerobioides
Oecetis hemerobioides là một loài Trichoptera trong họ Leptoceridae. Loài này komt voor in het Oriëntaals en Australaziatisch gebied.